# Кижани
Кижани — село в Ботлихском районе Дагестана. 
Образует сельское поселение село Кижани как единственный населённый пункт в его составе.

## География
Расположено в 15 км к северо-востоку от села Ботлих.

## Население
| 1895 | 1926 | 1939 | 1970 | 1989 | 2002 | 2010 |
| ---- | ---- | ---- | ---- | ---- | ---- | ---- |
| 314  | ↘309 | ↘65  | ↗436 | ↘227 | ↗419 | ↘346 |
| 2012 | 2013 | 2014 | 2015 | 2016 | 2017 | 2018 |
| ↘334 | ↗335 | ↘333 | ↗337 | ↗361 | ↘360 | ↗363 |
| 2019 | 2020 | 2021 | 2023 | 2024 | 2025 |      |
| ↗367 | ↗377 | ↗411 | ↗415 | ↗430 | ↗439 |      |

## История
В 1947 году населенный пункт ликвидирован, а население переселено на территорию Веденского района. Восстановлено в 1958 году в связи с возвращением жителей.

В 1970 году село разрушено землетрясением, большая часть жителей переселена в село Тухчар Новолакского района.